# Polystichum marginatum
Polystichum marginatum là một loài thực vật có mạch trong họ Dryopteridaceae. Loài này được (Wall.) Schott miêu tả khoa học đầu tiên năm 1834.